# Datana holoporphyra
Datana holoporphyra är en fjärilsart som beskrevs av Dyar 1916. Datana holoporphyra ingår i släktet Datana och familjen tandspinnare. Inga underarter finns listade i Catalogue of Life.